# Pararaneus cyrtoscapus
Pararaneus cyrtoscapus is een spinnensoort uit de familie van de wielwebspinnen (Araneidae).
De wetenschappelijke naam van de soort werd in 1898 als Araneus cyrtoscapus gepubliceerd door Reginald Innes Pocock.